# Feel Tank Chicago
Feel Tank Chicago war eine queerfeministische Gruppe von Theoretikerinnen, Künstlerinnen und Aktivistinnen, die von 2002 bis 2019 Aktionen, Performances und Ausstellungen organisierte.

## Mitglieder
Gründungsmitglieder der Gruppe sind u. a. Lauren Berlant, Literaturwissenschaftlerin an der University of Chicago; Vanalyne Green, Professorin für Bildende Kunst an der University of Leeds; Debbie Gould, Soziologin für „political feelings“ an der Santa Cruz University of California; Mary Patten, Autorin und Videokünstlerin am Art Institute of Chicago und Rebecca Zorach, Kunsthistorikerin an der University of Chicago.

## Geschichte
Feel Tank Chicago ist aus dem Projekt Feminism Unfinished hervorgegangen, das vom Department of Women's Studies der University of Arizona initiiert und u. a. von der Universität Texas in Austin gesponsert wurde. Die Gruppenstruktur des Feel Tank ist als übertragbares OpenSource-Format gedacht, mit der Zeit wuchs sie über Chicago in andere Städte wie z. B. Austin hinaus. Auch dort organisierten Künstlerinnen und Aktivistinnen unter dem Namen Feel Tank unterschiedliche Aktionen. In den Feel Tanks versuchten sich die Beteiligten anhand verschiedener Strategien und in unterschiedlichen Formaten mit der Frage nach dem Verhältnis von Politik, Emotionalität und Affektivität zu beschäftigen. Ihr Hauptanliegen war es dabei, die Intensitäten von „political feelings“ zu erkunden. Insbesondere interessierten sie sich für das politische Potential von „bad feelings“ wie Hoffnungslosigkeit, Apathie, Angst, Furcht, Benommenheit, Verzweiflung und Uneindeutigkeit.
Die verschiedenen Gruppen verstanden sich als aneinandergrenzende, dezentral organisierte Bezugsgruppen mit disparaten Ansätzen. Die Feel Tanks sollten affektives Gegenstück zu den sogenannten Thinktanks sein, die seit dem späten 20. Jahrhundert in ihrer Funktion als Ideenpools für die US-amerikanische Politik zum Symbol moralischer Eindeutigkeit und Hyperrationalität geworden sind. Ihr Interesse an der Politizität kollektiver Gemütszustände und dem widerständischen Potential von „bad feelings“, reflektiert dabei auch die populistische Instrumentalisierung von Emotionen und Affekten durch Politiker. Entgegen dem vermeintlichen Widerspruch von Denken und Fühlen versuchten sich die Beteiligten in ihren Feel Tanks an dissensfreudigen Praxen der Versammlung von Meinungen, Ängsten aber auch Hoffnungen auf ein besseres Zusammenleben und an der (Re-)Formulierung utopischer Zukunftsvisionen.

## Projekte

### Depressed-Ins
Davon ausgehend, dass öffentliche Bereiche affektive Welten sind und sich nicht nahtlos in den von Institutionen und Regierungen mitgeprägten rationalistisch-moralistischen Wertekanon einfügen, begann Feel Tank sogenannte Depressed-Ins zu organisieren. In den Jahren 2003, 2004 und 2007 fand in Chicago jeweils eine Annual International Parade of the Politically Depressed statt. Bei den demonstrationsähnlichen Zusammenkünften waren die Teilnehmerinnen dazu eingeladen, im Bademantel, mit Stolz getragenen Augenringen und Antidepressiva im Gepäck zu erscheinen. Bei diesen Paraden ging es der Gruppe allerdings nicht um die bloße Zurschaustellung von politischer Verdrossenheit, sondern darum, z. B. schlechte Wahlbeteiligung nicht als Abwendung der Bürgerinnen zu verstehen. Vielmehr wollten Feel Tank politische Apathie und Entsagung als eine Form der Bindung und Bezug kritischer Perspektiven im vermeintlich politisch-depressiven Amerika der Bush-Ära betonen.

## Rezeption
Hua Hsu schrieb in einem Artikel über Laurent Berlant von den Feel Tanks als eine Art der Sichtbarmachung theatralischer Aspekte im politischen Leben. Er merkte außerdem an, dass die affektiven Praktiken des Feel Tanks im Licht neuer Affektpolitiken an Bedeutung gewinnen können. Grit Schorch betonte, „[d]as hohe Maß an theoretischem Anschlusspotenzial, welches die aktuellen Forschungsprojekte zu 'public feeling', 'political feeling', etc. um Laurent Berlant an der University Chicago hier bieten“.

## Ausstellungen
- Pathogeographies, Gallery 400 Chicago 2007.[9]
- The Alphabet of Feeling Bad & An Unhappy Archive, Badischer Kunstverein 2014.[10]